# (5472) 1988 RR
(5472) 1988 RR es un asteroide perteneciente al cinturón de asteroides, descubierto el 13 de septiembre de 1988 por Seiji Ueda y el astrónomo Hiroshi Kaneda desde el Kushiro Marsh Observatory, Hokkaido, Japón.

## Designación y nombre
Designado provisionalmente como 1988 RR.

## Características orbitales
1988 RR está situado a una distancia media del Sol de 2,274 ua, pudiendo alejarse hasta 2,518 ua y acercarse hasta 2,029 ua. Su excentricidad es 0,107 y la inclinación orbital 1,542 grados. Emplea 1252,55 días en completar una órbita alrededor del Sol.

## Características físicas
La magnitud absoluta de 1988 RR es 14,1. Tiene 3,931 km de diámetro y su albedo se estima en 0,287. 